# 焦马尔特·奥托尔巴耶夫
焦马尔特·卡伊波维奇·奥托尔巴耶夫（1955年8月18日—）是一名吉尔吉斯斯坦政治人物，毕业于列宁格勒国立大学，数学物理学博士。曾任总统特别顾问、财政部长、第一副总理等职，2014年3月25日担任代总理，4月3日担任总理，2015年4月23日辞职。